# Diemenomyia praetenuis
Diemenomyia praetenuis är en tvåvingeart. Diemenomyia praetenuis ingår i släktet Diemenomyia och familjen småharkrankar.

## Underarter
Arten delas in i följande underarter:
- D. p. intermedialis
- D. p. praetenuis